# Amedeo Bertolo
Pour les articles homonymes, voir Bertolo.
Amedeo Bertolo (Milan, 17 septembre 1941 - 22 novembre 2016) est un économiste de formation, spécialiste des questions agricoles.
Activiste et théoricien de l'anarchisme, il est l'une des figures marquantes du mouvement libertaire italien de la fin du XXe siècle.
En 1962 à Milan, il est impliqué dans l'enlèvement du vice-consul honoraire d'Espagne, dans le but d'obtenir la grâce d'un détenu anti-franquiste condamné à mort.
En 2008, il dirige la publication de l'ouvrage collectif  Juifs et anarchistes : Histoire d’une rencontre

## Biographie
Il nait en 1941 à Milan dans une famille modeste.
Alors qu’il est encore au lycée, il crée en 1961 le Gruppo giovanile libertario qui organise des réunions et publie des tracts, notamment en soutien aux libertaires espagnols en lutte contre Franco.
Pendant l’été 1962, il parcourt l’Espagne à moto, nouant des contacts avec la Fédération ibérique des jeunesses libertaires (FIJL) et en apportant des tracts, des informations et une ronéo.
Au retour de ce voyage, il apprend la condamnation à mort de Jorge Conill Vals, accusé d’avoir commis des attentats contre des édifices franquistes. Pour protester contre cette condamnation, il est impliqué dans l'enlèvement du vice-consul honoraire d’Espagne, Isu Elía à Milan, fin 1962. C’est le premier enlèvement politique en Italie.
L'évènement a un grand écho dans l’opinion publique. La peine de mort de Jorge Conill Vals est commuée en peine de prison, le vice-consul est libéré, les auteurs de l’enlèvement sont arrêtés, mais il réussit à s’enfuir en Suisse. Il se constitue prisonnier le jour du procès. Le tribunal statue : les auteurs de l’enlèvement ont agi pour des raisons d’une « valeur morale et sociale élevée ». Les condamnations sont minimes et les peines de prison sont suspendues.
En 1963, il participe à la rédaction du journal Materialismo e libertà.

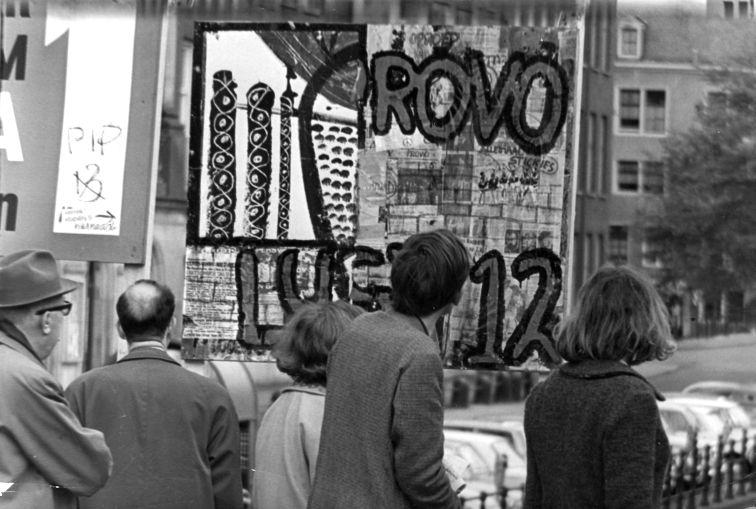
Une action « Provo » à Amsterdam, 8 mai 1966.

En 1966, il fait partie des organisateurs d’une rencontre internationale de jeunes libertaires à Milan, parmi lesquels des Provos hollandais et des anarchistes français. À la fin de la rencontre, une manifestation est improvisée : un garrot, symbole de la terreur franquiste, est déposé devant la cathédrale.

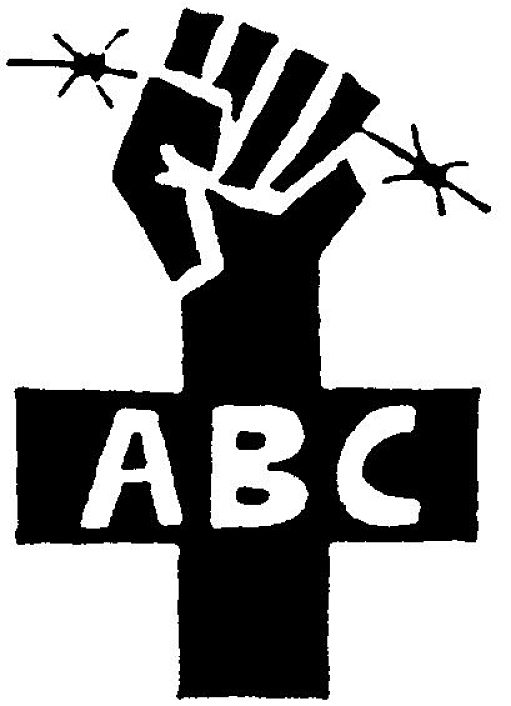
Logo de l'Anarchist Black Cross.

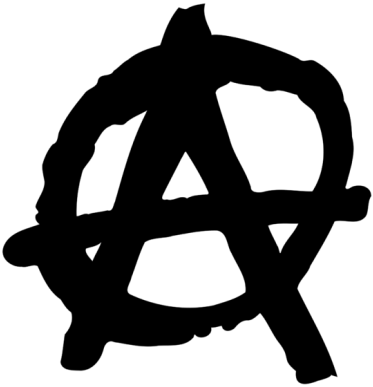
Le symbole dy A cerclé (1964).

Il anime les groupes Gioventù libertaria puis Bandiera nera. Avec Giuseppe Pinelli, il fonde la Croce nera. Le principal objectif est d’aider les victimes du franquisme.
Dans les années 1970, il contribue à la revue A/Rivista Anarchica. Il participe aux activités des Gruppi anarchici federati et au Comitato Spagna libertaria. Il intervient dans des colloques dans les rencontres internationales. Il collabore à la revue Interrogations aux côtés de Louis Mercier-Vega.
En 1976, il est parmi les créateurs du Centro studi libertari qui fusionne avec l’Archivio Pinelli. Il collabore à la nouvelle série de la revue Volontà.
En 1986, il est parmi les fondateurs des éditions Elèuthera qui prennent la suite des éditions Antistato et qui ont maintenant plusieurs centaines de titres à leur catalogue.

## Publications
- Au moins 12 ouvrages recensés dans le Catalogue général des éditions et collections anarchistes francophones, [lire en ligne].
- Marianne Enckell, Amedeo Bertolo, A cerclé, histoire véridique d’un symbole, Éditions alternatives, 2009, notice éditeur.
- Amedeo Bertolo (sous la dir.), Juifs et anarchistes, éditions de l'Éclat, 2008, [lire en ligne], [lire en ligne],  (ISBN 9782841621613).
- David Berry, Amedeo Bertolo, Sylvain Boulouque, Phil Casoar, Marianne Enckell, Charles Jacquier, Présence de Louis Mercier-Vega, Éditions Atelier de création libertaire, 1999.
- Amedeo Bertolo, Anarchistes et fiers de l’être, Six essais et une autobiographie, préfaces Tomás Ibáñez et Eduardo Colombo, Éditions Atelier de création libertaire, 2017, présentation éditeur, Réfractions.
- Amedeo Bertolo, Au-delà de la démocratie, l’anarchie, traduit de l’italien par Ronald Creagh, s.d., [lire en ligne].
- Amedeo Bertolo, La Passion de la liberté, s.d., [lire en ligne].
- (it) L’anarchico e l’ebreo, storia di un incontro, rassemblée et présentée par Amedeo Bertolo, édition Eleuthera, Milan (2001).